# Macfallite
La macfallite est un minéral de la famille des silicates (sous-famille des sorosilicates), constitué d'un silicate hydroxylé de calcium et manganèse, de formule chimique Ca2MnIII3(SiO4)(Si2O7)(OH)3.
Ce minéral rare, de couleur rouge-marron à rose terne, se présente sous plusieurs habitus : cristaux uniques et maclés, agrégats aciculaires radiaux ou framboïdaux où il produit des intercroissances fines avec l'orientite (it). Il est pléochroïque et se structure dans le système cristallin monoclinique.  
Validée par l'IMA en 1974 et décrite de nouveau par Moore, Ito et Steele en 1979, la macfallite se voit attribuée le symbole Mcf. Elle est répertoriée parmi les « sorosilicates avec des groupes mixtes SiO4 et Si2O7 » dans la classification de Strunz et comme « sursassite (en) et espèces apparentées » dans la classification de Dana.  
La macfallite a été découverte dans une mine de manganèse désaffectée au XIXe siècle, la mine de Copper Harbor (en) près de Grant Township (en), dans le comté de Keweenaw (Michigan, États-Unis). Elle y est associée à l'orientite, la braunite, la pyrolusite et la ranciéite.
Elle a été nommée par Moore et son équipe en l'honneur de Russell Patterson MacFall (1903-1983), rédacteur en chef du Chicago Tribune, minéralogiste amateur intéressé par la minéralogie systématique et auteur de six ouvrages de vulgarisation minéralogique, paléontologique et géologique, notamment spécialiste des minéraux de la région de la localité type.

## Formation et gisements
La macfallite a pu se former dans des environnements géologiques sujets à l'hydratation et l'altération. L'hydratation et l'altération aqueuse (de faible magnitude) à basse température d'une large gamme de lithologies dans des environnements souterrains peu profonds ont dû se produire dès que les roches de surface ont été exposées à l'eau (mode paragénétique 22), transformant des composés minéraux préexistants.
L'apparition de la macfallite peut également résulter de conditions d'altération et de métamorphisme puissantes, notamment dans des gisements riches en baryum, manganèse, plomb et zinc (mode paragénétique 32).
La base de données minéralogique Mindat.org recense 7 gisements dans le monde en 2025, 2 aux États-Unis, 4 en Europe (3 dans le nord de l'Italie et 1 en Serbie)et le dernier au Japon.

## Chimie
La macfallite a une masse molaire de 544,17 g/mol. Les oxydes les plus représentés sont l'oxyde de manganèse Mn2O3 (36,41 %) et le dioxyde de silicium SiO2 (33,68 %). L'hydratation se monte à 5,16 %.
| Composition | Composition |
| ----------- | ----------- |
| Sodium      | 0,04 %      |
| Calcium     | 14,95 %     |
| Magnésium   | 0,40 %      |
| Manganèse   | 25,34 %     |
| Aluminium   | 1,34 %      |
| Vanadium    | 0,09 %      |
| Cuivre      | 0,35 %      |
| Silicium    | 15,74 %     |
| Hydrogène   | 0,58 %      |
| Oxygène     | 41,16 %     |

## Structure cristalline
La macfallite, monoclinique, est isostructurale avec la sursassite et la pumpellyite. Une étude dédiée et poussée de la structure de la macfallite a été publiée en 2008 par Nagashima et al..